# Ainur
Ainurowie (qya. ainu – święty, lm. ainur, z valarinu Ayanûz) – istoty przypominające bogów lub aniołów ze stworzonej przez J.R.R. Tolkiena mitologii Śródziemia.
Ainurowie to istoty duchowe stworzone z myśli Eru Ilúvatara, jedynego boga Tolkienowskiego uniwersum, które wraz z nim poprzez Ainulindalë stworzyły wizję Eä. Każdy z Ainurów znał tylko część zamysłów Ilúvatara – tę, z której został zrodzony (z wyjątkiem najpotężniejszego z nich, Melkora, który miał część wiedzy każdego z nich). Większość Ainurów przebywa z Ilúvatarem, jednak część z nich po stworzeniu Eä przybyła na Ardę, aby wypełniać ją Muzyką Ainurów.
Czternastu najpotężniejszych z nich zwanych jest Valarami (Melkor stał się Czarnym Władcą, uosobieniem zła i nie jest już zaliczany w poczet Valarów). Pomniejsi Ainurowie, którzy zstąpili wraz z Valarami na Ardę, zwani są Majarami. Do Majarów należeli m.in. Sauron, Ungolianta, Balrogowie, a także czarodzieje (m.in. Gandalf i Saruman). Ci z Ainurów, którzy zstąpili na Ardę, są z nią związani aż do jej końca (Melkor, wyrzucony w Pustkę, ma powrócić przed końcem).
Ainurowie byli istotami duchowymi, lecz od początku mieli określoną płeć, a po zstąpieniu do materialnego wszechświata (Ei) przybierali różne materialne formy, często podobne do Dzieci Iluvatara. Tolkien pisze w Silmarillionie, że istniały między nimi więzy pokrewieństwa (Manwë i Melkor byli braćmi poczętymi z myśli Ilúvatara, Dwaj bracia Fëanturi (...) najczęściej bywają nazywani Mandos i Lorien) i dobierali się w pary na kształt małżeństw Dzieci (Małżonką Aulego jest Yavanna. [Namo] za żonę ma Vaire).
Tylko raz ród Ainurów zmieszał się z rodem Dzieci Ilúvatara. Jedna z Majarów, Meliana, poślubiła króla elfów, Elu Thingola; z tego związku narodziła się Lúthien, która zakochała się w człowieku, Berenie, i dla niego zrezygnowała ze swej nieśmiertelności.